# 2011 a filmművészetben

## Események
| Hónap     | Nap | Esemény |
| --------- | --- | --- |
| február   | 25  | A 36. César-gála az előző évektől eltérően kiegyensúlyozott volt: 4 elismerés volt a legtöbb, amit egy-egy film kapott. A nagy favorit, a 2010-es cannes-i fesztivál nagydíjas alkotása, az Emberek és istenek a 11 jelentős jelölés ellenére csak három elismerést kapott: a legjobb film, a legjobb mellékszereplő színész (Michael Lonsdale) és a legjobb operatőr (Caroline Champetier). A további két legtöbb jelölést kapott alkotás, Roman Polański Szellemíró című filmje, valamint Xavier Beauvois Serge Gainsbourgról készített emlékfilmje (mindkettőt 8-8 kategóriában jelölték), hasonlóképpen szerepelt: Polański elnyerte ugyan a legjobb rendező díjat, a film viszont csupán három kisebb díjat kapott; a Gainsbourg-film a legjobb elsőfilm és a legjobb színész (Eric Elmosnino) díjak mellett csak a legjobb hangért kapott elismerést. A legjobb színésznő díjat is egy először jelölt fiatal vitte el: Sara Forestier (Le nom des gens). Tiszteletbeli Césart kapott Quentin Tarantino. |
| március   | 21  | Párizsban átadták az Arany Csillag díjakat a francia nemzeti filmgyártás szereplőinek, 2010 évi kiemelkedő alkotómunkájuk elismeréseként. |
| május     | 11  | A 64. cannes-i fesztivál nyitógálája. |
| május     | 21  | A 64. cannes-i fesztivál díjátadó gálája. Az Arany Pálmát az amerikai Terrence Malick vehette át Az élet fája című filmjéért. A fesztivál nagydíját megosztva kapta Nuri Bilge Ceylan Bir zamanlar Anadolu'da, valamint a belga Dardenne testvérek Srác a biciklivel című alkotása. A legjobb rendezés díját Nicolas Winding Refn vehette át Drive - Gázt! című filmjéért. A legjobb színésznő Kirsten Dunst (Melankólia) lett, míg a legjobb színész díját Jean Dujardin (The Artist – A némafilmes) kapta. A legjobb forgatókönyv díját Hearat Shulayim című alkotásáért az amerikai Joseph Cedar vette át. |
| augusztus | 19  | Amerikában mozikba került a Kémkölykök 4D: A világ minden ideje című film, a Kémkölykök negyedik része és egyben az első film, ami 4D-ben volt megtekinthető. |
| december  | 15  | Louis Delluc-díjat vehetett át Aki Kaurismäki Kikötői történet (Le Havre) című filmjéért, míg a legjobb elsőfilmes alkotás Djinn Carrenard filmdrámája, a Donoma lett. |

## Sikerfilmek
| #   | cím                                        | stúdió               | összbevétel    | észak-amerikai bevétel | gyártási költség |
| --- | ------------------------------------------ | -------------------- | -------------- | ---------------------- | ---------------- |
| 1   | Harry Potter és a Halál ereklyéi 2.        | Warner               | $1 328 111 219 | $381 011 219           | nincs adat       |
| 2.  | Transformers 3.                            | Paramount            | $1 123 746 996 | $352 390 543           | $195 000         |
| 3.  | A Karib-tenger kalózai: Ismeretlen vizeken | Walt Disney Pictures | $1 043 871 802 | $241 071 802           | $250 000         |
| 4.  | Alkonyat – Hajnalhasadás                   | Summit               | $705 058 657   | $281 287 133           | $110 000         |
| 5.  | Mission: Impossible – Fantom protokoll     | Paramount            | $693 054 071   | $209 397 903           | $145 000         |
| 6.  | Kung Fu Panda 2.                           | Paramount / DW       | $665 692 281   | $165 249 063           | $150 000         |
| 7.  | Halálos iramban: Ötödik sebesség           | Universal            | $626 137 675   | $209 837 675           | $125 000         |
| 8.  | Másnaposok 2.                              | Warner               | $581 464 305   | $254 464 305           | $ 80 000         |
| 9.  | Hupikék törpikék                           | Sony                 | $563 749 323   | $142 614 158           | $110 000         |
| 10. | Verdák 2.                                  | Walt Disney Pictures | $559 852 396   | $191 452 396           | $200 000         |

### Sikerfilmek Magyarországon
Forrás: Box Office Mojo - Hungary Yearly Box Office
| #   | Cím                                        | forgalmazó    | összbevétel | megjelenés    |
| --- | ------------------------------------------ | ------------- | ----------- | ------------- |
| 1.  | Harry Potter és a Halál ereklyéi 2.        | InterCom      | $3 379 099  | július 15.    |
| 2.  | A Karib-tenger kalózai: Ismeretlen vizeken | Fórum Hungary | $2 665 375  | május 19.     |
| 3.  | Transformers 3.                            | UIP-Dunafilm  | $2 184 687  | június 29.    |
| 4.  | Másnaposok 2.                              | InterCom      | $2 044 993  | május 26.     |
| 5.  | Csizmás, a kandúr                          | UIP-Dunafilm  | $1 608 811  | december 1.   |
| 6.  | Verdák 2.                                  | Fórum Hungary | $1 543 177  | július 28.    |
| 7.  | Hupikék törpikék                           | InterCom      | $1 353 183  | augusztus 25. |
| 8.  | Rio                                        | InterCom      | $1 314 101  | április 21.   |
| 9.  | Alkonyat: Hajnalhasadás 1. rész            | n.a           | $1 193 692  | november 17.  |
| 10. | Kung Fu Panda 2.                           | UIP-Dunafilm  | $1 185 878  | június 2.     |

## Filmbemutatók

### Magyar filmek
| Cím          | Rendező      |
| ------------ | ------------ |
| Keleti PU.   | Rudolf Péter |
| A torinói ló | Tarr Béla    |

### Észak-amerikai, országos bemutatók
január – december
- Thor / Thor
- Amerika Kapitány: Az első bosszúálló / Captain America: The First Avenger
- Sorsügynökség / The Adjustment Bureau
- Boszorkányvadászat / Season of the Witch
- Ismeretlen férfi / Unknown
- Forráskód / Source Code
- Hanna – Gyilkos természet / Hanna
- Csúcshatás / Limitless
- Vizet az elefántnak / Water for Elephants
- Larry Crowne / Larry Crowne
- Mr. Popper pingvinjei / Mr. Popper's Penguins
- Sikoly 4. / Scream 4.
- Szellemtanú / Little Murder
- 30 perc vagy annyi se / 30 Minutes or Less
- Az igazság ára / The Lincoln Lawyer
- Colombiana / Colombiana
- Csak szexre kellesz / No Strings Attached
- Különleges Valentin nap / The Lost Valentine

## Díjak, fesztiválok
- 83. Oscar-gála

legjobb film: A király beszéde
legjobb rendező: Tom Hooper (A király beszéde)
legjobb férfi főszereplő: Colin Firth (A király beszéde)
legjobb női főszereplő: Natalie Portman (Fekete hattyú)
legjobb férfi mellékszereplő: Christian Bale (The Fighter – A harcos)
legjobb női mellékszereplő: Melissa Leo (The Fighter – A harcos)
- 68. Golden Globe-gála

legjobb film (dráma): Social Network – A közösségi háló
legjobb rendező: David Fincher (Social Network – A közösségi háló)
legjobb színész (dráma): Colin Firth (A király beszéde)
legjobb színésznő (dráma): Natalie Portman (Fekete hattyú)
- 24. Európai Filmdíj-gála

legjobb európai film: Melankólia
legjobb rendező: Susanne Bier – Egy jobb világ
legjobb európai színésznő: Tilda Swinton – Beszélnünk kell Kevinről
legjobb európai színész: Colin Firth – A király beszéde
közönségdíj: A király beszéde
- 36. César-díjátadó

legjobb film: Emberek és istenek (Des hommes et des dieux)
legjobb külföldi film: Social Network – A közösségi háló
legjobb rendező: Roman Polański (Szellemíró)
legjobb színész: Eric Elmosnino (Serge Gainsbourg (Vie héroïque))
legjobb színésznő: Sara Forestier (Le nom des gens)
- 64. BAFTA-gála

legjobb film: A király beszéde
legjobb rendező: David Fincher (Social Network – A közösségi háló)
legjobb férfi főszereplő: Colin Firth (A király beszéde)
legjobb női főszereplő: Natalie Portman (Fekete hattyú)
legjobb férfi mellékszereplő: Geoffrey Rush (A király beszéde)
legjobb női mellékszereplő: Helena Bonham Carter (A király beszéde)
- 64. cannes-i fesztivál

Arany Pálma: Az élet fája (The Tree of Life) – rendező: Terrence Malick
nagydíj (megosztva):
Egyszer volt, hol nem volt Anatóliában – rendező: Nuri Bilge Ceylan
Srác a biciklivel (Le gamin au vélo) – rendező: Jean-Pierre és Luc Dardenne
zsűri díja: Polisse – rendező: Maïwenn
legjobb rendezés díja: Drive – Gázt! (Drive) – rendező: Nicolas Winding Refn
legjobb női alakítás díja: Kirsten Dunst – Melankólia (Melancholia)
legjobb férfi alakítás díja: Jean Dujardin – The Artist – A némafilmes
legjobb forgatókönyv díja: Lábjegyzet – forgatókönyvíró-rendező: Joseph Cedar
- 31. Arany Málna-gála

legrosszabb film: Az utolsó léghajlító
legrosszabb remake: Szex és New York 2.
legrosszabb rendező: M. Night Shyamalan – Az utolsó léghajlító
legrosszabb női főszereplő: Sarah Jessica Parker, Kim Cattrall, Kristin Davis és Cynthia Nixon – Szex és New York 2.
legrosszabb férfi főszereplő: Ashton Kutcher – Bérgyilkosék és Valentin nap

## Halálozások
- január 2. – Pete Postlethwaite brit színész
- január 24. – Bernd Eichinger német filmrendező, producer
- január 27. – Charlie Callas amerikai színész, humorista
- január 30. – John Barry Oscar-díjas brit zeneszerző
- február 3. – Maria Schneider francia színésznő
- február 12. – Betty Garrett amerikai színésznő
- február 16. – Len Lesser amerikai színész
- február 28. – Annie Girardot francia színésznő
- február 28. – Jane Russell amerikai színésznő
- május 18. – Sós Mária, filmrendező
- szeptember 10. – Cliff Robertson amerikai színész (* 1923)